# 쓰루미정 (가나가와현)
쓰루미정(일본어: 鶴見町)은 1921년 4월 1일부터 1927년 4월 1일까지 존재했던 일본 가나가와현 다치바나군의 정이다. 

## 지리
현재의 요코하마시 쓰루미구 남부에 해당한다.

## 역사
- 1889년 4월 1일 - 정촌제 시행에 의해 다치바나군 우미오촌이 성립하였다.
- 1921년 4월 1일 - 우미오촌이 정으로 승격해 쓰루미정이 되었다.
- 1927년 
  - 4월 1일 - 요코하마시에 편입해, 동일 쓰루미정은 폐지되었다.
  - 10월 1일 - 요코하마시가 정령지정도시로 지정되어 쓰루미구가 되었다.

## 교통

### 철도
- 철도성(현 : JR동일본)
  - 도카이도 본선
- 난부철도 (현 : JR동일본)
  - 난부선
- 게이힌 전기철도 (현 : 게이힌 급행 전철)
  - 본선
- 해안 전기궤도 (1937년 폐선)
  - 본선
- 쓰루미 임항철도 (현 : JR동일본 쓰루미선)

### 도로
- 도카이도
- 게이힌 국도 (현 국도 제15호선)

## 기타
가나가와현 고자군에도 쓰루미촌이 1889년부터 1891년까지 존재했다. 같은해 야마토촌으로 개칭되었고, 야마토정을 거쳐 현재의 야마토시에 해당한다. 고자군 쓰루미촌의 이름은 정촌제 시행으로 합병된 구 시모쓰루마촌과 구 후카미촌에서 만들어진 합성 지명이며, 이쿠미오촌이 쓰루미정으로 개칭후 승격한 것이 1921년이기 때문에 '고자군 쓰루미촌'과 '타치바나키군 쓰루미정'(또는 쓰루미촌)이 동시에 존재한 적은 없다.

## 참고 문헌
- 角川日本地名大辞典編纂委員会,『角川日本地名大辞典 神奈川県』1984, 角川書店